# Caden Clark
Caden Christopher Clark (ur. 27 maja 2003 w Medinie) – amerykański piłkarz występujący na pozycji ofensywnego lub bocznego pomocnika w kanadyjskim klubie CF Montréal. Wychowanek Barça Residency Academy, w trakcie swojej kariery był zawodnikiem RB Leipzig, New York Red Bulls, Vendsyssel FF oraz Minnesota United FC.